# تركاندة (سنبل أباد)
ترکاندة (بالفارسية: ترکانده) هي قرية تقع في إيران في قسم سنبل أباد الریفي. يقدر عدد سكانها بـ 156 نسمة بحسب إحصاء 2016.